# Toni Jeffs
Toni Maree Jeffs (* 3. Dezember 1968 in Auckland) ist eine ehemalige neuseeländische Schwimmerin. Sie zählte  in den 1990er Jahren zu den besten Freistilschwimmerinnen ihres Landes.
Zwischen 1990 und 2002 vertrat sie ihr Land vier Mal bei den Commonwealth Games. 1998 in Kuala Lumpur und 2002 in Manchester gewann sie jeweils eine Bronzemedaille über 50 Meter Freistil. Zudem nahm sie 1992 an den Olympischen Sommerspielen in Barcelona teil, wo sie über 50 und 100 Meter Freistil aber jeweils nicht über die Vorläufe hinauskam.